# Iolas
Pour le héros thébain, voir Iolaos.
Iolas ou Iollas (en grec ancien Ίόλας ou Ίόλλας) est l'un des quatre fils d'Antipater, régent de Macédoine, et le frère de Cassandre qu'il accompagne en Asie vers 324 av. J.-C. Il est l'échanson d'Alexandre le Grand à la fin de son règne. Une rumeur, propagée par Olympias, accuse Iolas d'avoir fait empoisonner Alexandre sur l'ordre d'Antipater. Cette hypothèse, qui reste plausible dans les faits, paraît aujourd'hui infondée.

## Biographie
Les auteurs de la Vulgate d'Alexandre se font l'écho d'une rumeur qui accuse les fils d'Antipater, dont l'arrivée tardive à Babylone en fait des suspects idéaux, d'avoir empoisonné Alexandre lors du banquet offert par Médios de Larissa le 30 mai 323 av. J.-C.. Cette rumeur aurait été reprise peu après la mort du roi par Clitarque dont l'œuvre inspire en droite ligne la Vulgate d'Alexandre ; cette rumeur est contestée par Arrien et Plutarque qui la considèrent comme une invention d'Olympias. 
Agissant sur ordre d'Antipater qui entend conserver la régence de Macédoine, Cassandre aurait confié le poison à son jeune frère, Iolas, échanson du roi, avec la complicité de Médios. Plutarque écrit, sans y croire, que la rumeur accuse Aristote, dont le neveu Callisthène a été exécuté, de s'être procuré le poison. On peut déjà objecter que Médios apparaît être un ami proche du roi ; d’après Plutarque, il est « pour ainsi dire, le maître et le coryphée sophiste du chœur des flatteurs entourant Alexandre (…) ». En outre, Plutarque affirme clairement que cette rumeur a été propagée par Olympias à partir de 317 au moment où la reine-mère, qui entend bafouer la mémoire des Antipatrides, fait profaner la tombe de Iolas, récemment mort dans des circonstances inconnues. Selon Pseudo-Plutarque, l'orateur athénien Hypéride aurait proposé le vote d'une récompense à Iolas en tant que meurtrier d'Alexandre. Mais cette mention, qui est en contradiction directe avec le récit de Plutarque précédemment cité, est incontestablement une invention postérieure.
Les auteurs de la Vulgate font part de cette rumeur de complot sans véritablement la cautionner. Ils affirment qu'il s'agit d'une « opinion générale » et non d'un fait clairement établi. Après dix années de conquêtes, quelques blessures graves et de nombreuses beuveries, il semble bel et bien plus probable qu'Alexandre soit mort d'une crise aiguë de paludisme, et non d'empoisonnement comme on peut aussi le prétendre.
La dernière mention de Iolas date de 322, quand il accompagne en Anatolie sa sœur Nikaia qui doit être mariée à Perdiccas. Les circonstances de sa mort ne sont pas connues.

## Sources antiques
- Arrien, Anabase [lire en ligne].
- Diodore de Sicile, Bibliothèque historique [détail des éditions] [lire en ligne], XVII.
- Justin, Abrégé des Histoires philippiques de Trogue Pompée [détail des éditions] [lire en ligne].
- Plutarque, Vies parallèles [détail des éditions] [lire en ligne], Alexandre.
- Quinte-Curce, L'Histoire d'Alexandre le Grand [lire en ligne].